# José Antonio Trujillo Ruíz
José Antonio Trujillo Ruíz (Jaén, La Carolina, 30 de julio de 1970) es un médico y escritor español, que desarrolla su actividad en el Servicio de Cirugía general y Digestivas del Hospital Quirónsalud de Málaga capital. Es en la actualidad el vicepresidente del Colegio de Médicos de Málaga

## Biografía
El Dr. José Antonio Trujillo Ruíz es Licenciado en Medicina por la Universidad de Navarra en 1994, especialista en Medicina Familiar y Comunitaria desde el 2000 con la máxima calificación en la Unidad Docente de Medicina de Familia y Comunitaria de Málaga, y finalmente se convirtió en Doctor en Medicina por la Universidad de Málaga en 2001 obteniendo la condecoración de "Cum laudem".Ha ampliado su formación posgrado  con un Máster en gestión Sanitaria y Salud Pública por la Escuela Andaluza de Salud Pública en 2001, Máster en Nutrición Humana y Dietética en la Universidad Rey Juan Carlos, Inesem Business School en 2018. Máster en Medicina Estética, Nutrición y Antienvejecimiento en la Universidad a Distancia de Madrid en 2019.También cuenta con un Diploma de Alta Dirección de Empresas otorgado por San Telmo Business School en 2020.
También ha sido estudiante de cuarto curso de la Licenciatura de Humanidades en la Universidad "Pablo de Olavide" en 2022, así como alumno del III Máster Universitario en Economía de la Salud y Dirección de Instituciones Públicas en 2005. También cursó el primer curso del Grado de Filología Hispánica en la Universidad de Málaga en 2009.
Trabajó durante 20 años como Médico de Familia en el Servicio Andaluz de Salud . El Dr. Trujillo Ruiz formó parte durante 8 años de la Dirección Médica del Hospital "Carlos Haya" de Málaga (2002-2010).
En la actualidad ejerce como Médico Hospitalista y como Médico de Familia en el Hospital Quirónsalud Málaga.
Es el Fundador de la Consultora de Branding Médico Fresh Health, es uno de los mayores expertos a nivel nacional en esta materia.
Ha realizado diferentes estancias en el extranjero y centros de referencia como el HOPE Exchange Programme for Hospital Professionals, de mayo a junio de 2004 en Dinamarca. En septiembre de 2007 realizó una estancia de estudio en la Universidad de Mc Master de Hamilton, y en Centre for Global eHealth Innovation de Toronto, ambas en Canadá. En febrero de 2014 prestó Consultoría Global Sanitaria a la "Asociación Española", en Uruguay.
Ha desarrollado un programa de dieta mediterránea y hábitos saludables denominado " Greco. Dieta mediterránea con arte".
Es experto en gestión sanitaria y es el director de Líder Escuela de Gestión.
Desde hace 11 años es columnista de Diario Sur y ha publicado varios libros entre novelas y ensayos.
Es el promotor de la Medicina Basada en el Humanismo, la Medicina con alma, desde finales de los años 90, y publicó un ensayo con el mismo nombre que es la publicación de referencia internacional de esta forma de entender la medicina.
Es profesor invitado de la Facultad de Medicina de la Universidad de Málaga en posgrado desde hace años.
Desarrolla su vertiente solidaria a través de la Fundación " César Ramírez: Bisturí Solidario de la que es su cofundador y su actual director técnico.

## IA
Doctor en Medicina. Máster en Aplicaciones de IA en Sanidad. Vicepresidente Primero del Colegio de Médicos de Málaga (COMMÁLAGA) y Director del Commálaga Health Hub. (https://commalaga.com/institucion/commalaga-health-hub/)
Autor de varios ensayos y obras clave en el campo de la IA médica, entre las que destacan:
- Guía Básica de Inteligencia Médica Artificial (2023) https://amzn.eu/d/cvwRNE0
- Inteligencia Artificial y Derechos de los Pacientes: el equilibrio necesario (2025) https://amzn.eu/d/dMXamy3El doctor José Antonio Trujillo Ruíz con un fondo de IA aplicada a la medicina a sus espaldas.

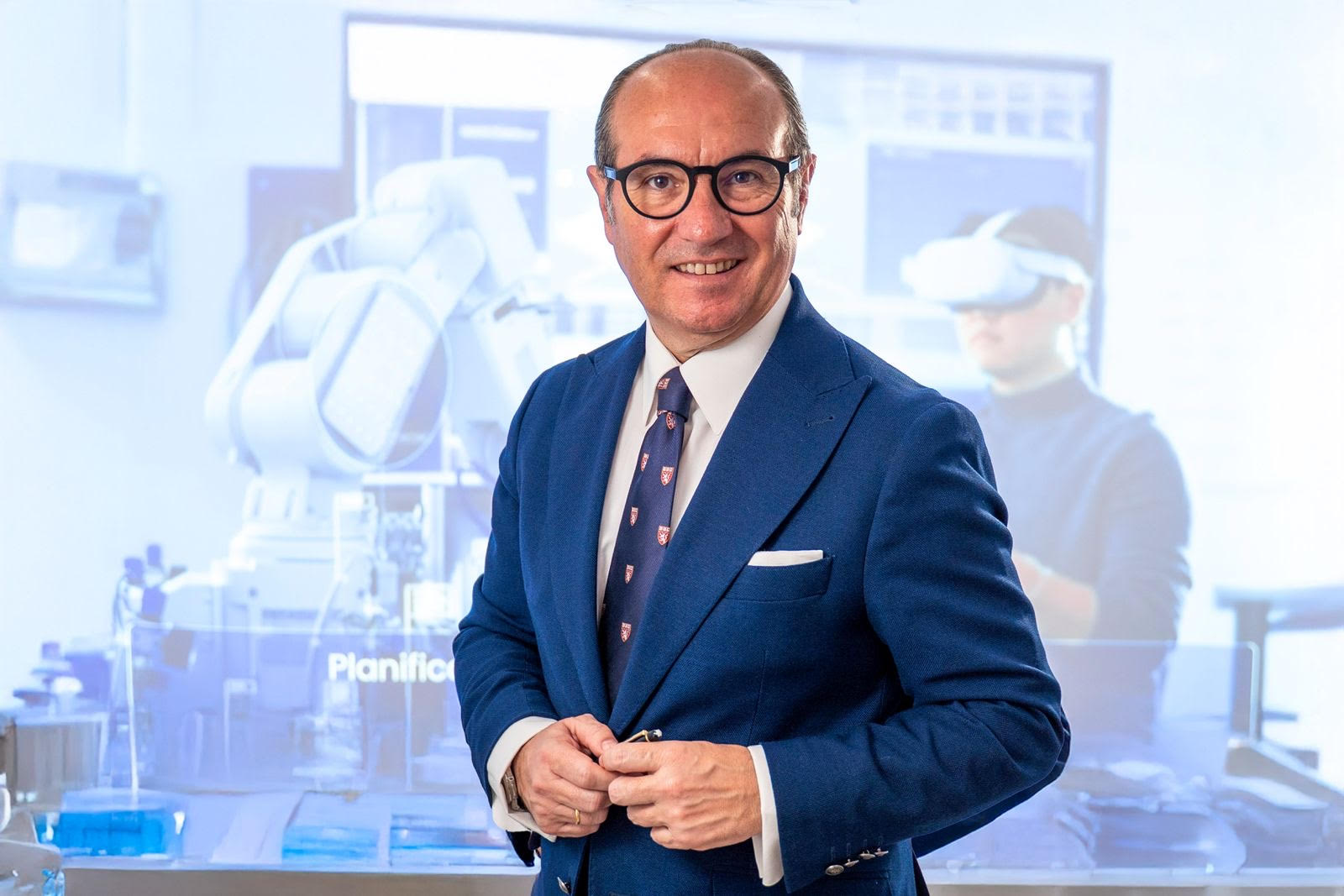
El doctor José Antonio Trujillo Ruíz con un fondo de IA aplicada a la medicina a sus espaldas.

- “Ingeniería de Prompts en Medicina: de la teoría a la práctica clínica, docente e investigadora” (2025). https://commalaga.com/el-colegio-de-medicos-de-malaga-publica-el-primer-paper-espanol-sobre-ingenieria-de-prompts-en-medicina/

Además, es creador del concepto "Nativos Inteligentes", que define a la generación que ha crecido con la IA integrada en su vida cotidiana. Está en imprenta un libro con el mismo título, que en 2025 será publicado por la Fundación Unicaja. https://www.diariosur.es/opinion/nativos-inteligentes-20241116000705-nt.html#vca=fixed-btn&vso=rrss&vmc=cp&vli=opinion

### Formación y especialización en IA Médica:
- Máster en Aplicaciones de la Inteligencia Artificial en la Sanidad (CEMP-UCAM, 2024) https://cemp.es/master-aplicaciones-inteligencia-artificial-sanidad/
- Director y Profesor del Diploma de Experto en Ética para Sanitarios (Universidad de Málaga, 2024 y 2025) https://www.ensenanzaspropias.uma.es/informacion_curso.php?id_curso=6903975

- Director y profesor del Diploma de Experto en Inteligencia Artificial y Ciberseguridad en el Ámbito Sanitario (Universidad Internacional de Andalucía, 2024) https://www.unia.es/estudios-y-acceso/oferta-academica/ensenanzas-propias-de-posgrado/diploma-de-experto-en-inteligencia-artificial-y-ciberseguridad-en-el-ambito-sanitario

### Divulgación y liderazgo en IA y ciberseguridad:
- Creador de la web especializada: www.iamedicina.es
- Director de los Diálogos "Medicina e Inteligencia Artificial" (Fundación Unicaja, 2023) https://youtu.be/auUJIeT8xD8?si=vRN67kAmhegkXHxG
- Director y promotor de la Semana de la Ciberseguridad y Sanidad (2024) Semana de la Ciberseguridad y Sanidad (2024) https://commalaga.com/semana-de-la-ciberseguridad/

### Docencia y conferencias:
- Director y ponente del I Curso de Iniciación a la Inteligencia Artificial en Medicina (Colegio de Médicos de Málaga, 2024) https://www.diariosur.es/malaga/colegio-medicos-malaga-pionero-formacion-sobre-inteligencia-20250721143827-nt.html

- Ponente en el IV Congreso Andaluz de Derecho Sanitario (2024) https://congresoandaluzderechosanitario.com
- Ponente en la II Reunión Nacional Multidisciplinar de Innovación en Cáncer (2024)https://aedc.eu/ii-reunion-nacional-multidisciplinar-de-innovacion-en-cancer/

- Conferenciante en el acto de despedida de residentes del Colegio de Médicos de Málaga con la ponencia "Dr. Chat-GPT: ¿Truco o Trato?" (2024) https://commalaga.com/el-colegio-celebra-el-fin-de-la-residencia-de-los-colegiados-que-comenzaron-en-2020/

- Ponente sobre IA en la reunión de jefes de servicio de Hospital Quironsalud Málaga (2025).https://www.quironsalud.com/es/comunicacion/actualidad/quironsalud-malaga-forma-personal-inteligencia-artificial-a
- Conferencia en la Fundación Unicaja sobre IA en Medicina (Jaén, 2025) • Conferencia en la Fundación Unicaja sobre IA en Medicina (Jaén, 2025) https://www.fundacionunicaja.com/event/charla-sobre-inteligencia-artificial-en-medicina-con-jose-antonio-trujillo/

- Director  y ponente del  II Curso de Iniciación a la Inteligencia Artificial en Medicina (Colegio de Médicos de Málaga, 2025) https://commalaga.com/formacion-commalaga/ii-edicion-introduccion-a-la-inteligencia-artificial-en-medicina-1-de-abril/
- Director  y ponente del  I Curso de Inteligencia Artificial y Derechos de los Pacientes: el equilibrio necesario  (Colegio de Médicos de Málaga, 2025). https://commalaga.com/formacion-commalaga/inteligencia-artificial-y-derechos-de-los-pacientes-el-equilibrio-necesario-5-de-mayo-al-15-de-junio/

- Director y profesor del MálagaIA Summer Talks. (Málaga, 2025). https://commalaga.com/formacion-commalaga/malagaia-summer-talks-la-inteligencia-artificial-al-servicio-de-los-medicos-1-de-julio-a-31-de-agosto/

## Literatura
- La Italia de España. Es un ensayo sobre los viajeros románticos que visitaron la capital de las nuevas poblaciones de Carlos III.
- La Pretemporada. Novela con el fútbol como protagonista y elemento socializador de una generación.[5]
- Lágrimas de papel. Ensayo sobre el dolor y el sufrimiento humano relatado en las obras de tres escritores.
- Medicina basada en el Humanismo. Ensayo sobre la medicina con alma.[6]
- El Cruciferario. Novela histórica sobre la batalla de las Navas de Tolosa.[7]
- Frío en la Muleta. Es una novela que transcurre en Ronda coincidiendo con la dinastía torera de "Los Romero" y la inauguración de su centenaria plaza de toros.[8]
- Trujillismo. Selección de columnas periodísticas publicadas en Diario Sur.
- Guía Básica de Inteligencia Médica Artificial. Es una guía de iniciación al mundo de la inteligencia artificial aplicada al ámbito médico.
- El Estoque en Manhattan. La vida de Federico García Lorca en el Nueva York de 1929.

## Participación en medios de comunicación
- Colabora como columnista en el Diario Sur desde hace 11 años.[9]
- Participa eventualmente en la cadena Cope en la que habla de diversos temas como la alimentación o cuestiones médicas.[10]
- Presentó durante un año un programa de actualidad sanitaria durante la pandemia llamado "Más salud" em 101 tv.[11]
- Ha colaborado con el periódico Málaga hoy en diversas ocasiones para relatar la actualidad médica.[12]
- Ha colaborado con el periódico La opinión de Málaga con motivo de la presentación de su libro "Trujillismo".[13]
- Ha colaborado con el medio Diario Médico impulsando la medicina basada en el humanismo.[14]

## Diálogos Humanismo-Sociedad "Demasiado humanos"
"Demasiados humanos" son varios ciclos de diálogos dirigidos por el Dr. José Antonio Trujillo desarrollados por el Centro Cultural La Malagueta, que toma prestado su título a la expresión acuñada en su libro por Nietzsche. Tiene por objetivo acercar los grandes temas humanistas bajo el prisma de autores de reconocido prestigio en este tiempo tan complejo.

## Distinciones
- Premio Azahar Médicos siglo XXI (2010)
- Premio Carolinense del año (2010)
- Premio Jábega (2012)
- Pregonero Semana Santa de La Carolina (2018)
- Distinguido como uno de los cien malagueños de 2022 por Diario Sur
- Premio Fundación La Carolina 2023 en el apartado medicina humanista y literatura